# Pool of Radiance
Pool of Radiance ist ein Computer-Rollenspiel des US-amerikanischen Spieleentwicklers Strategic Simulations, Inc. (SSI) aus dem Jahr 1988. Es ist das erste von insgesamt 35 Spielen, die SSI bis 1996 im Rahmen eines exklusiven Lizenzabkommens mit TSR, dem Hersteller des Rollenspielregelwerks Advanced Dungeons & Dragons (AD&D), veröffentlichte. Pool of Radiance bildete weiterhin den Auftakt zu einer vierteiligen Reihe zusammenhängender Spiele, die aufgrund derselben technischen Grundlage als sogenannte Gold-Box-Reihe bezeichnet wurde und noch weitere Ableger mit eigenständiger Handlung hervorbrachte, unter anderem das erste grafische MMORPG Neverwinter Nights. Pool of Radiance erschien für die Plattformen Amiga, Apple II, Commodore 64, DOS, Mac OS, NES, PC-88, PC-98, Sharp X1.

## Handlung
Die am Mondsee in den Vergessenen Reichen gelegene Stadt Phlan leidet unter zahlreichen Überfällen durch Monster. Die Heldengruppe des Spielers soll den Stadtrat bei der Bekämpfung der Kreaturen unterstützen und der Ursache für ihr verstärktes Auftreten auf den Grund gehen. Dabei zeigt sich, dass die Gründe dafür unter der Stadt zu suchen sind, wo sich die Überreste einer alten Elfenstadt namens Myth Drannor befinden, über denen Phlan errichtet wurde.

## Spielprinzip
Das Spiel verbindet eine rundenbasierte Spielwelt-Erkundung aus einer Egoperspektive mit taktischen, ebenfalls rundenbasierten Kämpfen aus einer Kavaliersperspektive. Grundlage ist das Rollenspiel-Regelwerk Advanced Dungeons & Dragons, das vom Spiel nahe am Original umgesetzt wurde. Zu Beginn erstellt der Spieler eine sechsköpfige Heldengruppe, wobei der für jede Figur Klasse (Kämpfer, Magie-Anwender, Kleriker, Dieb), Rasse und Geschlecht festlegen kann.

## Entwicklung
Das Spiel ist das erste Produkt, das aus dem exklusiven Lizenzabkommen zwischen AD&D-Hersteller TSR und dem auf taktische Kriegsspiele spezialisierten Computerspielentwickler SSI hervorging. Die Kooperation entstand durch das Bestreben TSRs, mit seinem Produkt auch im Computerspielsektor verstärkt Fuß zu fassen, das bis dahin vor allem durch die Ultima-Reihe dominiert wurde. Nachdem es zu Gesprächen mit mehreren Herstellern gekommen war, entschied sich das Unternehmen für eine Partnerschaft mit SSI. Anders als bei früheren D&D-Umsetzungen, wie den Spielen von Mattel Electronics, bemühte sich SSI um eine werksgetreue Umsetzung des Regelwerks. Möglich wurde dies unter anderem durch die zwischenzeitlich deutlich gesteigerte Leistungsfähigkeit der 8-Bit-Heimcomputer, für die das Spiel ursprünglich erschien. Sie erlaubten die Umsetzung der zahlreichen Kampfregeln und des komplexen Charaktersystems und ermöglichten auch die Einbindung von seinerzeit hochwertigen Grafiken, die zu einem Großteil Umsetzungen der Originalgrafiken aus den Regelwerksbüchern für das Pen & Paper waren. Das Covermotiv wurde vom US-amerikanischen Illustrator Clyde Caldwell gestaltet, der auch für die Gestaltung weiterer D&D-Produkte verantwortlich zeichnete.

## Wiederveröffentlichung
Am 20. August 2015 veröffentlichte GOG.com viele Goldbox-Spiele nach Jahren der Nicht-Verfügbarkeit in der Digitalen Distribution wieder, darunter "Pool of Radiance" in der zweiten "Forgotten Realms: The Archives"-Kollektion.

## Rezeption
Pool of Radiance erhielt mehrheitlich positive Kritiken.

„Fans von Fantasy-Rollenspielen werden von Pool of Radiance nicht enttäuscht. Das grundsolide Spielprinzip hebt sich durch eine Reihe von interessanten Details von Bard’s Tale & Co. angenehm ab. Die taktischen Gefechte und vielen kleinen Missionen sorgen für Abwechslung.“

Verkaufstechnisch wurde es zum erfolgreichsten Titel, den SSI bis dato veröffentlicht hatte. Allein auf dem nordamerikanischen Markt verkaufte es sich 264.536 Mal, dreimal so viel wie das in Auftragsarbeit von U.S. Gold parallel entwickelte Heroes of the Lance (88.808 Kopien). Selbst das Buch mit Lösungshilfen zum Spiel verkaufte sich mit 68.395 Exemplaren häufiger als alle vorherigen SSI-Titel. Pool of Radiance wurde nach seiner Veröffentlichung unter anderem mit dem Origins Award für das „Beste Fantasy- oder Science-Fiction-Computerspiel des Jahres 1988“ ausgezeichnet. Bei der Leserwahl des D&D-Magazins Dragon zu den Beastie Awards 1989 erhielt Pool of Radiance in der Kategorie „Populärstes Fantasy-Rollenspiel des Jahres“ vor Ultima V die meisten Stimmen. Als Hauptgründe wurden die regelwerksgetreue Umsetzung, die Grafikqualität und das einfache Benutzerinterface angegeben.
Pool of Radiance gilt als wichtiger Wendepunkt in der Geschichte der Computer-Rollenspiele. In seinem Sonderheft zum Thema Rollenspiele aus dem Jahr 1992 bezeichnete der Amiga Joker Pool of Radiance als „einen Durchbruch hinsichtlich der Komplexität“ und hob unter anderem hervor: „Besonders der taktische Kampfbildschirm mit seinen vielen Handlungsmöglichkeiten begeisterte die Rollenspieler-Gemeinde“.
Allen Rausch vom US-amerikanischen Online-Spielemagazin GameSpy bezeichnete Pools of Radiance in einer Retrospektive von 2004 als die erste werkgetreue Umsetzung des AD&D-Regelwerks. Zwar folge das Spiel wie so viele andere Spiele demselben repetitiven Muster des „Töte die Bösen um die Welt zu retten“, doch seien die spielerischen Möglichkeiten viel umfangreicher als bei ähnlichen Produkten gewesen und durch Übernahme der Schauplätze und Kreaturen aus dem Regelwerk sei ein gesteigertes Gefühl des Realismus entstanden.
Das Spiel legte den Grundstein für eine Reihe mit drei unmittelbaren, thematischen Nachfolgern, die bis 1991 im jährlichen Abstand folgten (sog. Forgotten Realms Fantasy Role-Playing Epic, fortgesetzt durch Curse of the Azure Bonds, Secret of the Silver Blades, Pools of Darkness), und zehn weitere Spiele, die dieselbe technische Grundlage des Spiels verwendeten (Gold-Box-Serie). Ende der 1990er beauftragte SSI das Unternehmen Stormfront Studios nochmals mit der Entwicklung eines Spiels, das an Pool of Radiance anknüpfen sollte. 2001 veröffentlichte Ubisoft, das SSI zwischenzeitlich übernommen hatte, den Titel Pool of Radiance: Ruins of Myth Drannor, das jedoch große Qualitätsprobleme aufwies und nicht an den Erfolg des Originalspiels anknüpfen konnte.

## Roman
- James M. Ward, Jane Cooper Hong: Pool of Radiance. TSR, 1989, ISBN 0-88038-735-1.

Der Roman basiert auf dem Computerspiel und bildet den Auftakt zu einer Romantrilogie namens Heroes of Phlan, mit den weiteren Bänden Pools of Darkness (James M. Ward & Anne K. Brown, ISBN 1-56076-318-3) und Pool of Twilight (James M. Ward & Anne K. Brown, ISBN 1-56076-582-8).